# Stanisław Kuropatwa
Stanisław Kuropatwa herbu Jastrzębiec (zm. w 1520 roku) – kasztelan chełmski w 1496 roku, starosta chełmski w latach 1501-1502, starosta parczewski w latach 1484-1515, dworzanin królewski w 1485 roku.     
Jego ojcem był Jan Kuropatwa, (zm. 1462) - dworzanin królowej Zofii, podkomorzy lubuski, marszałek dworu królewskiego. Współdowódca zwycięskiej bitwy nad czeskim księciem na Śląsku w 1453 r.
Z jego siostrą ożenił się Piotr Myszkowski (ok. 1450-1505), wojewoda łęczycki. 
Stanisław ożenił się z córką Jana Kobylańskiego (zm. 1471) - starosty brzeskiego.    
Stanisław Kuropatwa uzyskał od króla Zygmunta Starego prawa miejskie dla Łańcuchowa. 
Jako starosta i kasztelan chełmski organizował obronę Chełma; w 1504 i w 
1519 r. przed napadem Tatarów. W 1504 udało mu się obronić Chełm, jednak po 15 latach, Tatarzy znowu napadli i złupili miasto, które otoczone było drewnianym ogrodzeniem. 
Po napadzie w 1519 roku,  rozchorował się ciężko, przestał być kasztelanem chełmskim i po  roku od tej napaści zmarł.   

## Źródła
- Polski Słownik Biograficzny. T. XVI, s. 253–255.
- Andrzej Gruszka: Starostowie chełmscy w epoce jagiellońskiej. 2002. ISBN 83-905303-9-2.
- Katalog zabytków sztuki w Polsce tom  VIII województwo lubelskie, pod redakcją Ryszarda Brykowskiego, Ewy Rowińskiej...zeszyt 10. Powiat Lubelski; PAN, Warszawa 1967